# Arthur Allen Hoag
Arthur Allen Hoag (Ann Arbor, 28 gennaio 1921 – Tucson, 17 luglio 1999) è stato un astronomo statunitense, conosciuto soprattutto per la scoperta di una peculiare galassia che ha preso il suo nome, l'Oggetto di Hoag.

## Biografia
Fu direttore del Lowell Observatory in Arizona dal 1977; fece ricerche pubblicando un'opera sulla fotometria fotoelettrica e fotografica. Sviluppò egli stesso molti strumenti astronomici.

## Onorificenze
In suo onore l'asteroide 1982 QQ è stato denominato 3225 Hoag.